# Blood at the Orpheum
Blood at the Orpheum — первый концертный альбом американской группы In This Moment. Альбом был выпущен в цифровом формате 21 января 2014 года лейблом Century Media. Концерт на DVD и Blu-ray содержит специальное переиздание четвёртого альбома Blood. В Европе DVD вышел ограниченным тиражом 17 февраля 2014 года.

## История
16 апреля 2013 года на своей страничке Facebook группа сообщила о том, что собирается снимать свой первый концертный DVD в театре «Орфей» в Мэдисоне, Висконсин. Шоу было снято 21 мая того же года и включает подготовку сцены, изменения костюмов и танцоров. Это шоу стало первым появлением для «Blood-girls» на сцене. Сет-лист состоит из наиболее тяжёлых песен из альбома Blood и кавера на песню «Hurt» группы Nine Inch Nails, которая не была включена в альбом. DVD и Blu-ray также содержат интервью Марии Бринк и съёмки за кулисами.
Трейлер был выпущен 23 декабря на сайте YouTube, а концерт «Beautiful Tragedy» вышел 10 января.

## Список композиций
| №                   | Название                         | Длительность |
| ------------------- | -------------------------------- | ------------ |
| 1.                  | «It is Written»                  | 0:33         |
| 2.                  | «Rise with Me»                   | 2:01         |
| 3.                  | «Adrenalize»                     | 4:28         |
| 4.                  | «Interview 'Live DVD'»           | 0:41         |
| 5.                  | «Blazin'»                        | 4:24         |
| 6.                  | «Interview 'Beast Within'»       | 0:47         |
| 7.                  | «Beast Within»                   | 3:59         |
| 8.                  | «Beautiful Tragedy»              | 5:56         |
| 9.                  | «Interview 'Into the Light'»     | 0:40         |
| 10.                 | «Into the Light»                 | 5:42         |
| 11.                 | «Interview 'The Best Crew Ever'» | 0:29         |
| 12.                 | «The Blood Legion»               | 4:16         |
| 13.                 | «Interview 'Gunshow'»            | 0:26         |
| 14.                 | «The Gun Show»                   | 4:49         |
| 15.                 | «Interview 'Whore'»              | 1:49         |
| 16.                 | «Whore»                          | 4:14         |
| 17.                 | «Interview 'Burn'»               | 0:32         |
| 18.                 | «Burn»                           | 8:34         |
| 19.                 | «Blood»                          | 6:54         |
| Общая длительность: | Общая длительность:              | 60:01        |

## Список композиций DVD
1. Intro («It Is Written»/«Rise with Me»)
2. «Adrenalize»
3. «Blazin»'
4. «Beast Within»
5. «Beautiful Tragedy»
6. «Into the Light»
7. «The Blood Legion»
8. «The Gun Show»
9. «Whore»
10. Shadow dance
11. «Burn»
12. «Blood»
13. Ending credits («Whore»)